# 2012 у футболі
Нижче наведені футбольні події 2012 року у всьому світі.

## Події
- Відбувся чотирнадцятий чемпіонат Європи, перемогу на якому здобула збірна Іспанії.
- Відбувся двадцять восьмий кубок африканських націй, перемогу на якому здобула збірна Замбії.

## Національні чемпіони
- Англія: Манчестер Сіті
- Італія: Ювентус
- Іспанія: Реал Мадрид
- Німеччина: Боруссія (Дортмунд)
- Росія: Зеніт (Санкт-Петербург)
- Україна: Шахтар (Донецьк)
- Франція: Монпельє